# La Pitié suprême
La Pitié suprême est un long poème de Victor Hugo, publié en février 1879 mais écrit en 1857-1858. Il entretient d'étroits rapports avec d'autres œuvres du poète.

## Analyse
Le poème fait partie du plan initial de La Légende des Siècles, et est organiquement lié à l'immense poème La Révolution qui devait alors en être le centre. Les deux longs poèmes qui suivent La Révolution, Le Verso de la page et La Pitié suprême, devaient expliquer et pardonner la violence occasionnée par la Révolution française, et montrer comment un acte fondamentalement violent peut être libérateur pour l'humanité.
La Légende des Siècles suit cependant un développement différent, et cet épisode central sur la Révolution est écarté. Le Verso de la page est démembré en plusieurs poèmes divers, et La Pitié suprême est publié seul (mais dans le même mouvement que Le Pape, L'Âne et Religions et religion), formant avec eux une sorte de testament philosophique de Hugo), deux ans avant son poème-père, La Révolution, qui prend place dans Les Quatre Vents de l'esprit paru en 1881. Cette parution en 1879 donne un sens différent au poème : Hugo a en effet choisi de le publier alors qu'il combat en faveur de l'amnistie des Communards et développe la même thématique de clémence.